# Michael Friedrich Adams
Michael Friedrich Adams (russisch Михаил Иванович Адамс, * 1780 in Moskau; † 1. März 1838 in Wereja, Russland), eigentlich Johann Friedrich Adam, war ein russlanddeutscher Botaniker und Naturwissenschaftler. Sein offizielles botanisches Autorenkürzel lautet „Adams“.

## Leben und Wirken
Adams studierte 1795 bis 1796 an der medizinischen Schule von Sankt Petersburg. 1800 bis 1802 nahm er an einer Reise des Grafen Apollos Mussin-Puschkin nach Transkaukasien teil. Als Zoologe begleitete er im Auftrag der Sankt Petersburger Akademie der Wissenschaften die Gesandtschaft unter Graf Juri Golowkin nach China. Diese Expedition misslang; Adams wurde danach nach Jakutsk geschickt; 1805 bis 1806 folgte er in Sibirien der Lena flussabwärts, um einen Mammutfundort aufzusuchen. Adams barg das Skelett, Reste von Weichteilen und den größten Teil der Haut des später Adams-Mammut genannten Tieres. 1806 kehrte er nach Sankt Petersburg zurück. Später bekam er eine Anstellung als „Adjunkt-Professor“ für Botanik an der medizinisch-chirurgischen Akademie zu Moskau.

## Ehrentaxon
Der deutsche Botaniker Carl Ludwig Willdenow hat die Pflanzengattung Adamsia (heute Puschkinia) aus der Familie der Hyazinthengewächse (Hyacinthaceae) ihm zu Ehren benannt.

## Werke
- Michael Friedrich Adams: Decades quinque novarum specierum plantarum. In: Weber und Mohr, Beiträge. Band 1. Kiel 1805, S. 41–75.
- Relation abrégée d'un voyage à la mer glaciale, et découverte des restes d'un Mamouth. In: Journal du Nord, XXXII, S. 633, St. Petersbourg (1807) (lt. I. P. Tolmachoff: The Carcasses of the mammoth and rhinoceros found in the frozen ground of Siberia. In: Transactions of the American Philos. Society, Philadelphia, Vol. XXIII, No. 1, 1929, p. I-74b, S. 72.  Titelseite mit richtigen bibliographischen Angaben)